# Jean Samaille
Jean Samaille, né à Tourcoing le 18 septembre 1925 et mort le 14 avril 2005 à Lille, est un immunologiste, bactériologiste et virologue français. 
Son grand-père Henri Samaille était tisserand, sa grand-mère Clémence Lesage était piquière. 
Professeur de bactériologie et de virologie à l'université de Lille-II, il a dirigé l'unité de recherches de virologie U-102 de l'Institut national de la santé et de la recherche médicale (INSERM) et  l'institut Pasteur de Lille (1974-1994).
Il est promu officier de la Légion d'honneur par décret du 31 décembre 1993.